# Mount Adam (Admiralitätsberge)
Der Mount Adam ist ein 4010 m hoher Berg und Teil der Admiralitätsberge in der Antarktis. Er liegt vier Kilometer westnordwestlich des Mount Minto. Im Januar 1841 wurde er von Kapitän James Clark Ross entdeckt und nach Vizeadmiral Sir Charles Adam (1780–1853) benannt.